# Robin Tihi
Robin Amin Tihi, född 16 mars 2002 i Danderyd, Stockholms län, är en svensk-finländsk-marockansk fotbollsspelare som spelar för Al-Ahli SC i Q-League.

## Klubblagskarriär

### Tidig karriär
Tihi inledde sin fotbollskarriär i moderklubben Vasalunds IF som femåring innan han som 14-åring lämnade för AIK. Väl i AIK spelade Tihi för klubbens akademilag, där han gick hela vägen från U16-laget, U17-laget, U19-laget ända fram till A-laget. Tihi gjorde sitt sista år i AIK:s ungdomslag säsongen 2020 då han spelade två matcher från start i P19 Allsvenskan Norra.

### AIK

#### Säsongen 2020: Debut i A-laget
Debuten för AIK:s A-lag kom den 1 mars 2020 då Örgryte IS tog emot AIK på Bravida Arena (i vanliga fall BK Häckens hemmaarena) i Svenska cupen då han ersatte AIK-ikonen Per Karlsson som istället fick starta matchen på bänken. Tihi fick även förtroende av huvudtränaren Rikard Norling när AIK tog emot Kalmar FF på Skytteholms IP i Solna den 9 mars 2020, AIK var tvungna att vinna för att kunna kvalificera sig till kvartsfinal i Svenska cupen, vilket man även gjorde när man slog det småländska laget med 3–1 inför 5 026 åskådare. Tihi skrev den 5 juni 2020 på ett fyraårskontrakt med AIK.
Tihi gjorde sin allsvenska debut den 14 juni 2020 när AIK möte Örebro SK borta på Behrn Arena. Tihi blev även stor matchhjälte för sitt AIK när han nickade in Sebastian Larssons hörna i den 56:e matchminuten, AIK vann till slut matchen med 2–0.
Under vårens cupspel 2020 och inledning av allsvenskan fick Tihi ett genombrott i sin karriär, med flera starter, höga betyg och även mål gick han ett tag till och med före klubbikonen Per Karlsson som mittback i Rikard Norlings 3-4-3-system. Men den första halvan av säsongen var också tung för AIK och i slutet av juli avskedades huvudtränaren Norling efter att laget låg på en tolfte plats med tre poäng från nedflyttningsplats efter elva omgångar av allsvenskan. AIK utsåg då Bartosz Grzelak som ny huvudtränare för klubben, vilket ledde till att Tihis speltid minskade. AIK valde även ta in andra spelare såsom Mikael Lustig och Sotirios Papagiannopoulos vilket gjorde att konkurrensen om försvarsplatserna ökade. När Grezlak hade varit tränare för AIK i 13 omgångar hade Tihi endast fått speltid i två matcher. Grezlak menade även på att det skulle komma en tid då Tihi skulle få mer speltid men just då hade han gjort andra prioriteringar. Trots den tuffa sitsen Tihi befann sig i hade han ändå huvudet högt och tagit situation utmärkt. Tihi fick sedan nöja sig med totalt 13 ligamatcher och 3 cupmatcher i sitt debutår som seniorspelare.

#### Säsongen 2021: Cupmatcher med AIK och lån till AFC Eskilstuna
Tihi och AIK startade säsongen 2021 med en träningsmatch mot AIKs samarbetsklubb Vasalunds IF på Friends Arena. AIK förlorade matchen med 2–0 efter två snabba mål i början av gästerna. AIK spelade sedan ytterligare tre träningsmatcher mot Örebro SK två gånger och IF Elfsborg en gång (3–1, 0–1, 1–0), alla matcher spelades på Friends Arena.
Tävlingsmatcherna började sedan den 20 februari 2021 med en cupmatch mot Oskarshamns AIK. Tihi och AIK vann matchen med 2–1 och han spelade totalt 59 matchminuter. I den andra matchen i cupen slog AIK Superettanlaget AFC Eskilstuna hemma med 4–0 och Tihi spelade då hela matchen från start. Inför vad som komma att blev den sista matchen i svenska cupen för Tihi och hans AIK var ett derby mot ärkerivalen Hammarby IF. Hammarby drog det längst strået i derbyt och vann matchen med 3–2, vilket gjorde att AIK inte gick vidare från gruppspelet efter att man då slutat tvåa i gruppen.
Tihi lånades den 29 mars 2021 ut till AFC Eskilstuna i Superettan, på ett säsongslångt låneavtal. Han gjorde sin debut för klubben den 12 april 2021 i Superettan-premiären 2021. Tihi spelade hela matchen som spelades borta mot Västerås SK på Iver Arena, matchen slutade mållös. Den 21 oktober 2021 gjorde han sitt första mål för Eskilstuna i en ligamatch mot GAIS på Gamla Ullevi i Göteborg. Målet kom i den 37:e matchminuten när Tihi  tryckte upp bollen i nättaket efter en hörna.

#### Säsongen 2022: Kontraktsförlängning och lån till IFK Värnamo
Den 26 januari 2022 lånades Tihi ut till nykomlingarna i Allsvenskan IFK Värnamo under hela säsongen 2022. I samband med utlåningen förlängde han sitt kontrakt med AIK och det nya avtalet mellan parterna gällde till och med den 31 december 2024.
Han gjorde sin debut för Värnamo den 20 februari 2022 i den första omgången av Svenska cupen mot Ängelholms FF som man slog med 2–1. Han gjorde sin allsvenska debut för klubben på premiärdagen den 4 mars 2022 borta mot IFK Göteborg på Gamla Ullevi. Värnamo förlorade matchen med 2–1 och Tihi spelade samtliga 90 matchminuter.
Den 24 juli 2022 blev Tihi syndabock för sitt Värnamo då han gjorde ett självmål mot just AIK på Finnvedsvallen. Värnamo förlorade matchen med 3–2 och efteråt utsattes han för både hat och hot på sociala medier.
Han spelade sin sista match för klubben den 29 oktober 2022 då man kryssade (0–0) mot Degerfors IF på Stora Valla. Tihi spelade totalt 28 allsvenska matcher för Värnamo som i slutändan hamnade på en tionde plats och var aldrig nära degradering. Han avslutade säsongen 2022 med att spela en träningsmatch för AIK mot Västerås SK på Skytteholm i slutet av november. Matchen slutade 1–1 och Tihi spelade från start men blev sedan utbytt i den 62:e matchminuten.

#### Säsongen 2023: Tillbaka i AIK
Efter utlåningen till Värnamo var Tihi tillbaka i AIK inför säsongen 2023, trots viss intresse från utländska klubbar. Han startade lagets två första cupmatcher mot Västerås SK (1–1) och Östersunds FK (3–0), samt fick hoppa in in den sista gruppspelsmatchen mot Varbergs BoIS (3–0) då laget tog sig vidare till kvartsfinal. Tihi var ordinarie i AIK:s startelvan i den första halvan av säsongen fram tills bortamatchen mot Varbergs BoIS (2–1) på Påskbergsvallen den 17 juli 2023 då han skadades i mitten av den första halvleken och tvingades lämna planen. Han missade på grund av skadan de fyra efterföljande matcherna i Allsvenskan.

### Al-Ahli
Den 14 augusti 2023 värvades Tihi av den qatariska klubben Al-Ahli. Enligt uppgifter betalade klubben över 23 miljoner kronor till AIK för spelarens underskrift.
I sin debut den 29 september 2023 gjorde Tihi sitt första mål för klubben när han nickade in en frispark från Naim Sliti i den 56:e matchminuten då laget vann över Muaither SC med 4–2.

## Landslagskarriär
Tihi gjorde sin debut för det svenska U17 landslaget i en match mot Belgien den 17 april 2018 när han byttes in i den 41:a matchminuten mot Josafat Mendes. Belgien vann sedan matchen med 3–0 som spelades på Billund Stadion i Danmark. Tihi har även tillgång till att representera det finska och marockanska landslagen.
Tihi blev den 28 augusti 2020 uttagen till det finländska U21-landslaget som skulle spela två landskamper mot Rumänien U21 och Ukraina U21. Tihi gjorde sedan sin debut för Finlands U21 den 4 september 2020 mot Rumänien, matchen slutade med nederlag för Tihi och hans Finland när de föll med 3–1. Den andra landskampen för Finland U21 gjorde han den 8 september 2020 när de förlorade mot Ukraina U21 med 2–0. Den första vinsten för Tihi i den finländska U21-tröjan kom den 9 oktober 2020 när de slog Nordirland U21 med 3–2.

## Statistik
| Klubb                                                | Säsong            | Inhemsk liga      | Inhemsk liga | Inhemsk liga | Nat. täv. | Nat. täv. | Internat. täv. | Internat. täv. | Totalt | Totalt |
| Klubb                                                | Säsong            | Serie             | SM           | Mål          | SM        | Mål       | SM             | Mål            | SM     | Mål    |
| ---------------------------------------------------- | ----------------- | ----------------- | ------------ | ------------ | --------- | --------- | -------------- | -------------- | ------ | ------ |
| AIK                                                  | 2020              | Allsvenskan       | 13           | 1            | 3         | 0         | 0              | 0              | 16     | 1      |
| AIK                                                  | 2021              | Allsvenskan       | 0            | 0            | 2         | 0         | 0              | 0              | 2      | 0      |
| AIK                                                  | Totalt i klubblag | Totalt i klubblag | 13           | 1            | 5         | 0         | 0              | 0              | 18     | 1      |
| AFC Eskilstuna (Lån)                                 | 2021              | Superettan        | 24           | 1            | 1         | 0         | 0              | 0              | 25     | 1      |
| AFC Eskilstuna (Lån)                                 | Totalt i klubblag | Totalt i klubblag | 24           | 1            | 1         | 0         | 0              | 0              | 25     | 1      |
| IFK Värnamo (Lån)                                    | 2022              | Allsvenskan       | 10           | 0            | 2         | 0         | 0              | 0              | 12     | 0      |
| IFK Värnamo (Lån)                                    | Totalt i klubblag | Totalt i klubblag | 10           | 0            | 2         | 0         | 0              | 0              | 12     | 0      |
| Antal matcher och mål är korrekt per den 29 maj 2022 |                   |                   |              |              |           |           |                |                |        |        |